# 普羅夫迪夫中央車站
普羅夫迪夫中央車站（羅馬化：Tsentralna zhelezopatna gara Plovdiv）是保加利亞第二大城市普羅夫迪夫的主要鐵路車站，啟用於19世紀70年代。現今的車站建築由意大利建築師馬里亞諾·佩爾尼戈尼（Mariano Pernigoni）設計，為一座新藝術風格建築，於1908年竣工。